# Station Saulnes
Station Saulnes (Frans: Gare de Saulnes) was een spoorwegstation in de plaats en gemeente Saulnes in Frankrijk.
Het station lag aan de lijn Longwy - Villerupt-Micheville.